# ناحیه الیزیان، شهرستان لو سوور، مینه سوتا
ناحیه الیزیان (به انگلیسی: Elysian Township) یک منطقهٔ مسکونی در ایالات متحده آمریکا است که در شهرستان لو سوئور، مینه‌سوتا واقع شده‌است.
 ناحیه الیزیان ۹۱٫۵ کیلومتر مربع مساحت و ۹۸۵ نفر جمعیت دارد و ۳۱۲ متر بالاتر از سطح دریا واقع شده‌است.